# Hans H. Zerlett
Hans H. Zerlett, född 17 augusti 1892 i Wiesbaden, död 6 juli 1949 i sovjetiska speciallägret Buchenwald, var en tysk filmregissör och manusförfattare. Han var manusförfattare till över 70 tyska filmer och regisserade över 25.
Majoriteten av hans filmer var opolitiska underhållningsfilmer. Zerlett var dock medlem i NSDAP och några av hans filmer var färgade av partiets ideologi. År 1939 stod han för regin till musikalfilmen Robert und Bertram som anses starkt antisemitisk i och med sina porträtt av judar som "undermänniskor" samt 1941 filmen Venus vor Gericht där modern konst, "Entartete Kunst", judiska konstkritiker, och Weimarrepubliken förlöjligades. Båda är som "vorbehaltsfilm" sedan andra världskrigets slut förbjudna att visas offentligt i Tyskland, men de kan visas i studie- och diskussionssyfte.
Zerlett avled 1949 i tuberkulos efter några år i sovjetisk fångenskap efter Tysklands kapitulation 1945.